# Mohamud Muse Hersi

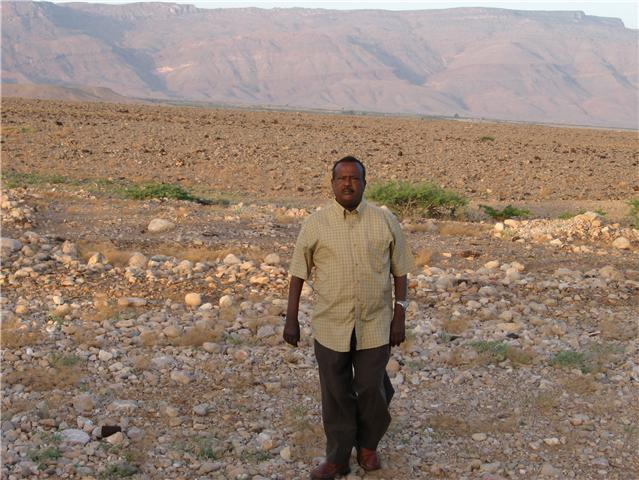
Mohamud Muse Hersi (2005)

Mohamud Muse Hersi, auch Adde genannt (geboren am 1. Juli 1937; gestorben am 8. Februar 2017 in den Vereinigten Arabischen Emiraten) war vom 8. Januar 2005 bis zum 8. Januar 2009 Präsident des faktisch autonomen Gebietes Puntland in Somalia.
Hersi gehört dem Clan der Majerteen-Darod an. Er lebte in Kanada, bis er 2001 nach Puntland/Somalia zurückkehrte, um Jama Ali Jama im Machtkampf gegen Abdullahi Yusuf Ahmed zu unterstützen. 2003 unterzeichnete er als Stellvertreter Jamas ein Friedensabkommen mit Abdullahi Yusuf Ahmed.